# Último Vado
Último Vado är en ort i Mexiko.   Den ligger i kommunen Choix och delstaten Sinaloa, i den nordvästra delen av landet, 1 200 km nordväst om huvudstaden Mexico City. Último Vado ligger 339 meter över havet och antalet invånare är 140.
Terrängen runt Último Vado är huvudsakligen kuperad. Último Vado ligger nere i en dal. Runt Último Vado är det mycket glesbefolkat, med 7 invånare per kvadratkilometer. Närmaste större samhälle är Choix, 17,8 km väster om Último Vado. I omgivningarna runt Último Vado växer i huvudsak Blandskog.